# Нотр-Дам де Пари (мюзикл)
Нотр-Дам де Пари (фр. Notre-Dame de Paris — «Собор Парижской Богоматери») — французско-канадский мюзикл по роману Виктора Гюго «Собор Парижской Богоматери». Композитор — Риккардо Коччанте, автор либретто — Люк Пламондон. Мюзикл дебютировал в Париже 16 сентября 1998 года. Мюзикл попал в Книгу Рекордов Гиннесса как имеющий самый большой успех в первый год работы.
В оригинальной версии мюзикл гастролировал по Бельгии, Франции, Канаде и Швейцарии. Во французском театре «Могадор» в 2000 году дебютировал тот же мюзикл, но с некоторыми изменениями. Этих изменений придерживались итальянская, русская, испанская и некоторые другие версии мюзикла.
В том же году стартовала укороченная американская версия мюзикла в Лас-Вегасе и английская версия в Лондоне. В английском варианте почти все роли исполняли те же артисты, что и в оригинале.
В мае 2001 году мюзикл презентовали на Бродвее, премьера в Москве — 26 февраля 2002 года.
По состоянию на декабрь 2017 года, мюзикл на 8 языках посмотрело более 11 миллионов зрителей.

## Сюжет
Акт I
Цыганка Эсмеральда находится под опекой цыганского барона Клопена со смерти своей матери. После того, как цыганский табор пытается проникнуть в Париж и получить убежище в Соборе Парижской Богоматери, по приказу архидьякона Фролло их прогоняют королевские солдаты. Капитан стрелков Феб де Шатопер заинтересовывается Эсмеральдой. Но он уже обручен с 14-летней Флёр-де-Лис.
На шутовском празднике горбатый, кривой и хромой звонарь Собора Квазимодо приходит, чтобы посмотреть на Эсмеральду, в которую он влюбился. Из-за уродства его избирают Королём шутов. В этот момент вмешивается опекун и наставник Квазимодо, архидьякон собора Парижской Богоматери Клод Фролло. Он срывает с него шутовскую корону и запрещает даже глядеть на девушку, обвиняя её в колдовстве, а затем приказывает горбуну похитить цыганку и запереть её в башне собора.
Ночью поэт Пьер Гренгуар следует за Эсмеральдой и становится свидетелем попытки её похищения. Но поблизости караулил отряд Феба, и он защищает цыганку. Квазимодо арестован. Капитан назначает спасенной свидание в кабаре «Приют любви».
Гренгуар попадает во Двор чудес — обитель бродяг, воров и прочих люмпенов. Клопен решает повесить его по причине того, что он, не будучи преступником, зашёл туда. Спасти поэта может только согласие любой из женщин, живущих там, взять его в мужья. Эсмеральда, после предложения со стороны опекуна, соглашается, чтобы спасти Пьера. Он обещает сделать её своей музой, но цыганка поглощена мыслями о Фебе. Она расспрашивает мужчину о значении имени своего возлюбленного.
За попытку похитить Эсмеральду Квазимодо приговорили к колесованию. Фролло наблюдает за этим. Когда горбун просит пить, девушка подает ему воду.
На рыночной площади все трое — Квазимодо, Фролло и Феб — признаются ей в любви. В благодарность за воду первый показывает ей Собор и колокольню, приглашая заходить, когда та захочет.
Фролло преследует Феба и вместе с ним заходит в «Приют любви». Увидев цыганку вместе с капитаном, он ударяет его кинжалом цыганки, который Эсмеральда потеряла при нападении Квазимодо, и убегает, оставив жертву умирать.
Акт II
Эсмеральду арестовывают и заключают в тюрьму Ла-Санте. Феб вылечивается и возвращается к Флёр-де-Лис, которая просит его поклясться, что разлучница будет наказана.
Фролло судит и пытает Эсмеральду. Он обвиняет её в колдовстве, проституции и покушении на Феба. Цыганка заявляет, что она непричастна к этому. Её приговаривают к казни через повешение. За час до казни Клод спускается в подземелье тюрьмы Ла-Санте. Он признается узнице в любви и предлагает спасти в обмен на взаимность, но Эсмеральда отказывается. Архидьякон пытается взять её силой, однако в это время в подземелье проникают Клопен и Квазимодо. Шут оглушает священника и освобождает узницу, которая скрывается в соборе Парижской Богоматери.
Жители «Двора Чудес» приходят туда, чтобы забрать Эсмеральду. Королевские солдаты под началом Феба вступают с ними в бой. Клопен убит. Бродяги изгнаны. Клод Фролло отдаёт цыганку Фебу и палачу. Квазимодо ищет её, но встречает Клода, который признается ему, что сделал это из-за отказа ему. Горбун скидывает хозяина с собора и умирает сам с телом Эсмеральды на руках.

## История создания
Работа над мюзиклом началась в 1993 году, когда Пламондон составил примерное либретто на 30 песен и показал его Коччанте, с которым прежде уже работал и написал прежде в числе прочего песню «L’amour existe encore» для Селин Дион. У композитора уже было наготове несколько мелодий, которые он и предложил для мюзикла. Впоследствии они стали хитами «Belle», «Danse mon Esmeralda» и «Le temps des cathédrales». Самая известная песня мюзикла — «Belle» — была написана первой.
За 8 месяцев до премьеры был выпущен концепт-альбом — диск со студийными записями 16 главных песен постановки. Все песни были исполнены артистами мюзикла, за исключением партий Эсмеральды: в студии их пела Noa, а в мюзикле — Элен Сегара. На постановку были приглашены звёзды канадской эстрады — Даниэль Лавуа, Брюно Пельтье, Люк Мервиль, но главную роль Квазимодо отдали малоизвестному Пьеру Гарану, хотя изначально композитор писал партии Квазимодо для себя. Эта роль и прославила Пьера, взявшего себе псевдоним Гару.
Премьера российской версии мюзикла состоялась в Москве 21 мая 2002 года. Продюсерами постановки выступили Катерина Гечмен-Вальдек, Александр Вайнштейн и Владимир Тартаковский. Автор текста русской версии — поэт, бард, драматург и сценарист Юлий Ким. Мюзикл получил премию «Рекордъ» в номинациях «Зарубежный мюзикл и саундтрек», а также «Сингл года» («Belle» в исполнении В. Петкуна, А. Голубева и А. Макарского). Первый канал снял о мюзикле документальный фильм-концерт, вышедший в эфир 27 декабря 2002 года.
В 2008 году состоялась премьера корейской версии мюзикла, а в 2010 году мюзикл стартовал в Бельгии.
В ноябре 2016 года оригинальная французская постановка была возобновлена в парижском Дворце Съездов (Palais des Congrès), после чего было организовано турне по Франции.

## Актёры

### Франция (первоначальный состав)
- Ноа, затем Элен Сегара — Эсмеральда
- Гару — Квазимодо
- Даниэль Лавуа — Фролло
- Брюно Пельтье — Гренгуар
- Патрик Фьори — Феб де Шатопер
- Люк Мервиль — Клопен
- Жюли Зенатти — Флёр-де-Лис

### Канада
- Франс Д’Амур : Эсмеральда
- Марио Пельша : Квазимодо
- Роберт Марьен : Фролло
- Сильвэн Коссетт : Gringoire
- Пьер Бенар-Конвей : Phoebus
- Чарльз Биддл Мл. : Clopin
- Наташа Сен-Пьер : Fleur-de-Lys

### Лас-Вегас (США)
- Жаньен Массе — Эсмеральда
- Даг Сторм — Квазимодо
- Т. Эрик Харт — Фролло
- Дэвен Мэй — Гренгуар
- Марк Смит — Феб де Шатопер
- Дэвид Дженнигс, Карл Абрам Эллис — Клопен
- Джессика Грув — Флёр-де-Лис

### Лондон
- Тина Арена, Данни Миноуг — Эсмеральда
- Гару, Айан Пири — Квазимодо
- Даниэль Лавуа — Фролло
- Брюно Пельтье — Гренгуар
- Стив Бальсамо — Феб де Шатопер
- Люк Мервиль, Карл Абрам Эллис — Клопен
- Наташа Сен-Пьер — Флёр-де-Лис

### Франция (театр Могадор)
- Надя Бель, Ширель, Анн Мезон — Эсмеральда
- Адриан Девиль, Жером Колле — Квазимодо
- Мишель Паскаль, Жером Колле — Фролло
- Лорен Бан, Сирил Никколаи, Маттео Сетти — Гренгуар
- Лорен Бан, Ришар Шаре — Феб де Шатопер
- Вероника Антико, Анн Мезон, Клер Каппелли — Флёр-де-Лис
- Родди Жульен, Эдди Сороман — Клопен

### Испания
- Таис Сиурана, Лили Дахаб — Эсмеральда
- Альберт Мартинес, Карлес Торрегроса — Квазимодо
- Энрике Секеро — Фролло
- Даниэль Англес — Гренгуар
- Лисадро Гуаринос — Феб де Шатопер
- Пако Аррохо — Клопен
- Эльвира Прадо — Флёр-де-Лис

### Италия
- Лола Понсе, Алессандра Феррари, Федерика Каллори — Эсмеральда
- Джо ди Тонно, Анджело дель Веккьо, Лоренцо Кампани — Квазимодо
- Витторио Маттеуччи, Винченцо Ниццардо, Марко Манка — Фролло
- Маттео Сетти, Лука Маркони, Риккардо Маччаферри — Гренгуар
- Грациано Галатоне, Оскар Нини, Джакомо Сальвиетти — Феб де Шатопер
- Марко Гверцони, Эмануэле Бернардески, Лоренцо Кампани — Клопен
- Клаудия Д’Оттави, Серена Риццетто, Федерика Каллори — Флёр-де-Лис

### Россия
- Светлана Светикова, Теона Дольникова, Диана Савельева — Эсмеральда
- Вячеслав Петкун, Валерий Ярёменко, Тимур Ведерников, Андрей Белявский, Пётр Маркин — Квазимодо
- Александр Голубев, Александр Маракулин, Игорь Балалаев, Виктор Кривонос — Фролло
- Владимир Дыбский, Александр Постоленко, Павел Котов — Гренгуар
- Антон Макарский, Эдуард Шульжевский, Алексей Секирин, Максим Новиков — Феб де Шатопер
- Анастасия Стоцкая, Екатерина Масловская, Анна Пингина, Анна Невская, Наталия Колоскова — Флёр-де-Лис
- Сергей Ли, Виктор Бурко, Виктор Есин — Клопен

### Южная Корея
- Чхве Сонхи (Пада), О Джин-ён, Мун Хевон — Эсмеральда
- Юн Хённёль, Ким Бомнэ — Квазимодо
- Со Бомсок, Лю Чханъу, — Фролло
- Ким Тхэхун, Пак Ынтхэ — Гренгуар
- Ким Сонмин, — Феб де Шатопер
- Ли Джонъёль, Мун Джонвон — Клопен
- Ким Джонхён, Квак Сон-ён — Флер-де-Лис

### Бельгия
- Сандрина Ван Ханденховен, Саша Розен — Эсмеральда
- Гене Томас — Квазимодо
- Вим Ван ден Дриесше — Фролло
- Деннис тен Вергерт — Гренгуар
- Тим Дриесен — Феб де Шатопер
- Клайтон Пероти — Клопен
- Йорин Зеварт — Флёр-де-Лис

### Мировой тур 2012 (Россия)
- Алессандра Феррари, Мириам Брюсо — Эсмеральда
- Мэтт Лоран, Анджело дель Веккьо — Квазимодо
- Робер Марьен, Жером Колле — Фролло
- Ришар Шаре — Гренгуар
- Айван Педноу — Феб де Шатопер
- Иан Карлайл, Анджело дель Веккьо — Клопен
- Элисия Маккензи, Мириам Бруссо — Флёр-де-Лис

### Польша
- Мая Годзиньская, Эва Клосович — Эсмеральда
- Януш Круциньский, Михал Гробельный — Квазимодо
- Артур Гуза, Пётр Плуска — Фролло
- Мацей Подгужак, Ян Трачик, Бартош Ощендловский — Гренгуар
- Пшемислав Зубович, Мацей Подгужак — Феб де Шатопер
- Кшиштоф Войцеховский, Лукаш Загробельный — Клопен
- Кая Мянована, Вероника Валенцяк, Эвелина Хинц — Флёр-де-Лис

### Франция (2016)
- Хиба Таваджи, Эльхаида Дани, Алессандра Феррари — Эсмеральда
- Анджело дель Веккьо, Родриге Галио, Жером Колле — Квазимодо
- Даниэль Лавуа, Робер Марьен, Жером Колле — Фролло
- Ришар Шаре, Каэль, Флориан Карли — Гренгуар
- Мартен Жиру, Флориан Карли, ДжанМарко Скьяретти — Феб де Шатопер
- Джей (Вигон Бами Джей), Жан-Мишель Вобьен, Исаак Энци — Клопен
- Ализе Лялонд, Идесс, Саломэ Дирман, Алессандра Феррари— Флёр-де-Лис

### Украина
- Ольга Жмурина — Эсмеральда
- Арсен Мирзоян, Зиновий Карач — Квазимодо
- Антон Копытин — Фролло
- Михаил Димов — Гренгуар
- Аркадий Войтюк — Феб де Шатопер
- Виктория Вассалатий — Флёр-де-Лис
- Виктор Романченко — Клопен

### Казахстан
- Жаркынай Шалхарова, Роза Мукатаева — Эсмеральда
- Кайрат Сарыбаев, Адиль Султан — Квазимодо
- Ербол Нариманулы, Айдар Акипбаев — Фролло
- Армат Амандык, Оразалы Иглик — Гренгуар
- Дидар Абдухалык, Нурпейс Абдураев — Феб де Шатопер
- Таншолпан Нуртилеу, Зарина Жакенова — Флёр-де-Лис
- Расул Усманов, Улан Кабыл — Клопен

## Песни

### Акт первый
| №  | Оригинальное название (фр. )                          | Подстрочный перевод названия                                                       | Название в официальной русской версии | Исполняет                         |
| -- | ----------------------------------------------------- | ---------------------------------------------------------------------------------- | ------------------------------------- | --------------------------------- |
| 1  | Ouverture                                             | Вступление                                                                         | Увертюра                              |                                   |
| 2  | Le temps des cathédrales                              | Время соборов                                                                      | Пора соборов кафедральных             | Гренгуар                          |
| 3  | Les sans-papiers                                      | Нелегалы                                                                           | Бродяги                               | Клопен                            |
| 4  | Intervention de Frollo                                | Вмешательство Фролло                                                               | Вмешательство Фролло                  | Фролло, Феб де Шатопер            |
| 5  | Bohémienne                                            | Цыганка                                                                            | Дочь цыган                            | Эсмеральда, Феб де Шатопер        |
| 6  | Esmeralda tu sais                                     | Эсмеральда, ты знаешь                                                              | Эсмеральда, пойми                     | Клопен                            |
| 7  | Ces diamants-là                                       | Эти бриллианты                                                                     | Моя любовь                            | Флёр-де-Лис, Феб де Шатопер       |
| 8  | La Fête des Fous                                      | Праздник шутов                                                                     | Бал шутов                             | Гренгуар                          |
| 9  | Le Pape des fous                                      | Папа шутов                                                                         | Король шутов                          | Квазимодо                         |
| 10 | La sorcière                                           | Колдунья                                                                           | Ведьма                                | Фролло                            |
| 11 | L’enfant trouvé                                       | Найдёныш                                                                           | Подкидыш                              | Квазимодо                         |
| 12 | Les portes de Paris                                   | Ворота Парижа                                                                      | Париж                                 | Гренгуар                          |
| 13 | Tentative d’enlèvement                                | Попытка похищения                                                                  | Неудавшееся похищение                 | Феб де Шатопер, Эсмеральда        |
| 14 | La Cour des Miracles                                  | Двор чудес                                                                         | Двор чудес                            | Клопен                            |
| 15 | Le mot Phoebus                                        | Слово «Феб»                                                                        | Имя Феб                               | Гренгуар, Эсмеральда              |
| 16 | Beau comme le soleil                                  | Красив, как солнце                                                                 | Солнце жизни                          | Эсмеральда, Флёр-де-Лис           |
| 17 | Déchiré                                               | Разрываюсь                                                                         | Как мне быть?                         | Феб де Шатопер                    |
| 18 | Anarkia                                               | Анаркия                                                                            | Ананке                                | Фролло, Гренгуар                  |
| 19 | À boire                                               | Пить                                                                               | Воды!                                 | Квазимодо                         |
| 20 | Belle                                                 | Красавица                                                                          | Красавица                             | Квазимодо, Фролло, Феб де Шатопер |
| 21 | Ma maison c’est ta maison                             | Мой дом — это твой дом                                                             | Мой Нотр-Дам                          | Квазимодо                         |
| 22 | Ave Maria Païen                                       | Аве Мария по-язычески                                                              | Аве Мария                             | Эсмеральда                        |
| 23 | Je sens ma vie qui bascule/ Si tu pouvais voir en moi | Я чувствую, что моя жизнь катится по наклонной/ Если бы ты смогла заглянуть в меня | Когда бы видела она                   | Фролло                            |
| 24 | Tu vas me détruire                                    | Ты меня погубишь                                                                   | Ты гибель моя                         | Фролло                            |
| 25 | L’ombre                                               | Тень                                                                               | Тень                                  | Феб де Шатопер, Фролло            |
| 26 | Le Val d’Amour                                        | Долина любви                                                                       | Приют любви                           | Гренгуар, Феб де Шатопер          |
| 27 | La volupté                                            | Наслаждение                                                                        | Свидание                              | Эсмеральда, Феб де Шатопер        |
| 28 | Fatalité                                              | Рок                                                                                | Воля судьбы                           | Гренгуар                          |

### Акт второй
Примечание: во всех версиях мюзикла, кроме оригинальной, песни второго акта под номерами 8 и 9, 10 и 11 поменяли местами.
| №  | Оригинальное название (фр. )   | Подстрочный перевод названия      | Название в официальной русской версии | Исполняет                                            |
| -- | ------------------------------ | --------------------------------- | ------------------------------------- | ---------------------------------------------------- |
| 1  | Florence                       | Флоренция                         | Всему придёт свой час                 | Фролло, Гренгуар                                     |
| 2  | Les Cloches                    | Колокола                          | Колокола                              | Квазимодо                                            |
| 3  | Où est-elle?                   | Где она?                          | Где она?                              | Фролло, Гренгуар, Клопен                             |
| 4  | Les oiseaux qu’on met en cage  | Птицы, которых сажают в клетку    | Птица бедная в неволе                 | Эсмеральда, Квазимодо                                |
| 5  | Condamnés                      | Осуждённые                        | Отверженные                           | Клопен                                               |
| 6  | Le procès                      | Суд                               | Суд                                   | Эсмеральда, Фролло                                   |
| 7  | La torture                     | Пытка                             | Пытка                                 | Фролло                                               |
| 8  | Phoebus                        | Феб                               | О, Феб!                               | Эсмеральда                                           |
| 9  | Être prêtre et aimer une femme | Быть священником и любить женщину | Моя вина                              | Фролло                                               |
| 10 | La monture                     | Верховой конь                     | Поклянись мне                         | Флёр-де-Лис                                          |
| 11 | Je Reviens Vers Toi            | Я возвращаюсь к тебе              | Если можешь, прости                   | Феб де Шатопер                                       |
| 12 | Visite de Frollo à Esmeralda   | Визит Фролло к Эсмеральде         | Фролло приходит к Эсмеральде          | Эсмеральда, Фролло                                   |
| 13 | Un matin tu dansais            | Однажды утром ты танцевала        | Признание Фролло                      | Эсмеральда, Фролло                                   |
| 14 | Libérés                        | Освобождённые                     | Выходи!                               | Квазимодо, Клопен, Гренгуар, Эсмеральда              |
| 15 | Lune                           | Луна                              | Луна                                  | Гренгуар                                             |
| 16 | Je te laisse un sifflet        | Я даю тебе свисток                | Если что — позови                     | Квазимодо                                            |
| 17 | Dieu que le monde est injuste  | Боже, как мир несправедлив        | Боже правый, почему?                  | Квазимодо                                            |
| 18 | Vivre                          | Жить                              | Жить                                  | Эсмеральда                                           |
| 19 | L’attaque de Notre-Dame        | Атака Нотр-Дама                   | Штурм Нотр-Дама                       | Эсмеральда, Фролло, Феб де Шатопер, Клопен, Гренгуар |
| 20 | Déportés                       | Высланные                         | Отослать!                             | Феб де Шатопер                                       |
| 21 | Mon maître mon sauveur         | Мой хозяин, мой спаситель         | Мой гордый господин                   | Квазимодо, Фролло                                    |
| 22 | Donnez-la moi                  | Отдайте мне её!                   | Отдайте мне!                          | Квазимодо                                            |
| 23 | Danse mon Esmeralda            | Танцуй, моя Эсмеральда            | Пой мне, Эсмеральда                   | Квазимодо                                            |
| 24 | Le Temps Des Cathédrales       | Время соборов                     | Пора соборов кафедральных             | Все                                                  |